# 加藤文
加藤 文（かとう ぶん、1964年10月2日 - ）は、日本の北海道北見市出身の作家・写真家である。幼少期まで公務員であった父親の転勤で宮城県、東京都、新潟県で過ごす。ペンネームの由来をエッセイにおいて、本名をもとに、獅子文六にあやかってつけたと明らかにしている。
写真家の活動は本名加藤文宏（かとう　ふみひろ）のほか略称Hiro.Kを使用することもある。曽祖父は花道家元の加藤宗斎、祖父は刀剣研ぎ師の加藤鉄太郎。

## 略歴
- 1964年10月2日、北海道北見市に生まれる。
- 静岡県立静岡東高校卒。
- 明治学院大学社会学部卒。
- 大学在学中からスタジオ助手を経て写真家として活動し、オリジナルプリントのほか写真集「HUMIIDITY ──水脈上のアリア」（2013年/Ukiyo刊）を発表している。
- 広告代理店勤務の後、コピーライター。著作活動を続ける。
- 2006年、インタビューとポートレートを主軸に据えた雑誌の企画を立案し、同年11月、月刊誌「ＩＪ（アイ・ジェイ）」を英知出版から創刊させる。以後、同誌に編集企画メンバー、執筆陣として参画する。
- 2017年、6年後の東日本大震災被災地をめぐる写真とルポルタージュ「311への旅」を継続的に発表する。

## 代表作
- 「厨師流浪」（2000年/日本経済新聞社刊）
- 「やきそば三国志」（2001年/文藝春秋刊）
- 「花開富貴」（2002年/文藝春秋刊）
- 「電光の男」（2003年/文藝春秋刊）